# 日本パーカライジング
日本パーカライジング株式会社（にほんパーカライジング、Nihon Parkerizing Co., Ltd.）は、東京都中央区日本橋に本社を置く、金属表面処理などを行う会社。

## 概要
鉄・アルミ・ステンレス・亜鉛などの素材表面の強度向上をはじめ塗装品質性能アップなどはもちろん耐久消費財の美観の保護まで、多角的な経営展開と付加価値の高い製品開発を推進している。海外では、米国・中国・韓国・台湾・タイなどをはじめ世界11カ国に合弁企業または当社現地企業が稼働している。

## 主な事業内容
- 薬品事業 - 化成処理薬剤・圧延油・防錆油・無電解めっき液等の開発・製造・販売
- 加工事業 - 防錆・熱処理・めっき・塗装等の受託加工
- 装置事業 - 前処理/電着塗装装置・排水処理設備・粉体塗装装置・熱交換器等の製造・販売
- その他の事業 - 鉄鋼製品の輸出、太陽光発電売電

## 主な取引銀行
- みずほ銀行東京法人営業部
- 三井住友銀行東京中央支店
- 三菱UFJ銀行八重洲通支店
- 千葉銀行東京営業部

## 沿革
- 1928年（昭和3年）7月12日 - 設立。米国のパーカー・ラストプルーフ社から技術導入。
- 1931年（昭和6年）7月 - 東京工場を新設。
- 1940年（昭和15年）10月11日 - 軍部の要請に基づき、傍系会社として株式会社日本パーカーライジング広島工場を設立。
- 1948年（昭和23年）12月28日 - 株式会社城南パーカライジング工場（現・パーカー加工）を設立。
- 1951年（昭和26年）8月23日 - パーカー商事株式会社（現・パーカーコーポレーション）を設立。
- 1960年（昭和35年）3月 - 新東和通商株式会社（現・パーカーエンジニアリング）を買収。
- 1961年（昭和36年）10月 - 東京証券取引所市場第二部に上場。
- 1963年（昭和38年）5月 - 前橋工場を新設。
- 1965年（昭和40年）9月 - 平塚第二工場を新設。
- 1967年（昭和42年）
  - 2月 - 台湾に「中日金属化工有限公司」を設立。
  - 9月 - 東京証券取引所市場第二部から第一部へ市場変更[1]。伊丹工場を新設。
- 1968年（昭和43年）
  - 4月 - 古河工場を新設。
  - 5月 - 九州第一工場・九州第二工場を新設。
- 1969年（昭和44年）
  - 2月 - 勝田工場を新設。
  - 5月 - 平塚第一工場を新設。
- 1970年（昭和45年）5月 - 大阪証券取引所市場第一部に上場。
- 1971年（昭和46年）
  - 3月 - 船橋工場を新設。
  - 6月 - 福山工場を新設。
- 1972年（昭和47年）5月1日 - パーカー興産株式会社を設立。
- 1973年（昭和48年）12月 - 九州第三工場を新設。
- 1978年（昭和53年）12月 - 仙台工場を新設。
- 1979年（昭和54年）
  - 6月 - 米国に「ツルテック」を設立。
  - 7月 - タイに「タイパーカライジング」を設立。
  - 12月 - 宇都宮工場を新設。
- 1981年（昭和56年）2月 - 新潟工場を新設。
- 1988年（昭和63年）3月 - 愛知工場を新設。
- 1989年（平成元年）3月 - 関西工場を新設。
- 1993年（平成5年）3月 - 富山工場を新設。
- 1996年（平成8年）4月 - 秩父小野田株式会社（現・太平洋セメント）よりアイオニクス事業（粉体塗装機器の製造・販売）を買収。
- 2002年（平成14年）6月 - 日本カニゼン株式会社を買収。

## 役員
- 代表取締役会長 - 里見多一 最高経営責任者
- 代表取締役社長 - 佐藤乾太郎 最高執行責任者
- 常務取締役 - 里見康夫 国際本部長
- 常務取締役 - 荒木達也 製品事業本部長
- 常務取締役 - 細金逸人 タイパーカライジング株式会社代表取締役社長
- 取締役相談役 - 小野駿
- 取締役 - 吉武教晃 技術本部長
- 取締役 - 渡邊正高 加工事業本部長
- 取締役 - 田村裕保 管理本部長
- 取締役 - 小野岡泰宣 経営企画本部長
- 取締役 - 吉田昌之 総合技術研究所長
- 社外取締役 - 松本滿 監査等委員
- 取締役 - 菅博敏 監査等委員
- 社外取締役 - 武田嘉和 監査等委員
- 社外取締役 - 西村光治 監査等委員